# Jörg Hoffmann (Rennrodler)

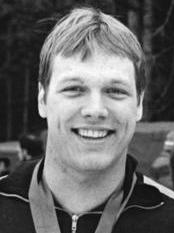
Die Titelträger der DDR-Meisterschaften im Rennrodeln 1984: Jörg Hoffmann

Jörg Hoffmann (* 15. März 1963 in Sondershausen) ist ein ehemaliger deutscher Rennrodler.
Der für den ASK Vorwärts Oberhof startende Hoffmann bildete zusammen mit Jochen Pietzsch in den 1980er Jahren eines der besten Duos im Doppelsitzer, die beiden waren die Gegenspieler der bundesdeutschen Hans Stanggassinger und Franz Wembacher.
Bei den Olympischen Spielen 1988 in Calgary erlebte er zusammen mit Pietzsch seinen größten sportlichen Erfolg, als die beiden Thüringer Olympiasieger im Doppelsitzer wurden. Außerdem feierten die beiden zahlreiche weitere Erfolge wie den dreimaligen Erfolg bei Weltmeisterschaften. Hoffmann trat nicht nur im Doppelsitzer an, 1985 wurde er zusätzlich noch Vizeweltmeister im Einsitzer. Für seinen Olympiasieg 1988 wurde er mit dem Vaterländischen Verdienstorden in Gold ausgezeichnet.

## Erfolge im Doppelsitzer

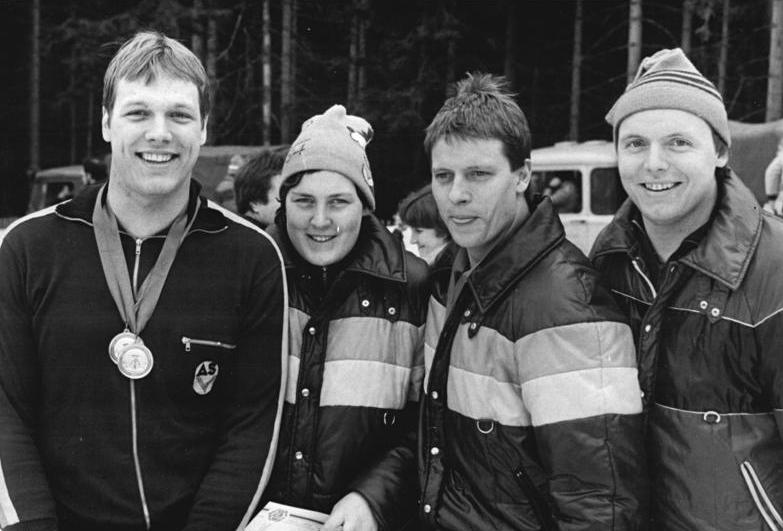
Die Titelträger der DDR-Meisterschaften im Rennrodeln 1984: Jörg Hoffmann, Bettina Schmidt, Jochen Pietzsch, Michael Walter

- 1983 Weltmeisterschaften: 1. Platz
- 1984 Olympische Spiele in Sarajevo: 3. Platz
- 1985 Weltmeisterschaften: 1. Platz
- 1987 Weltmeisterschaften: 1. Platz
- 1988 Olympische Spiele in Calgary: 1. Platz
- 1990 Europameisterschaft: 1. Platz

## Erfolge im Einsitzer
- 1985 Weltmeisterschaften: 2. Platz

## Weltcupsiege
| Nr. | Datum         | Ort          | Bahn                                    |
| --- | ------------- | ------------ | --------------------------------------- |
| 1.  | 6. März 1983  | Oberhof      | Rennrodelbahn Oberhof                   |
| 2.  | 8. Jan. 1984  | Hammarstrand | Bobbahn Hammarstrand                    |
| 3.  | 4. März 1984  | Oberhof      | Rennrodelbahn Oberhof                   |
| 4.  | 24. Feb. 1985 | Königssee    | Kombinierte Kunsteisbahn am Königssee   |
| 5.  | 10. März 1985 | Oberhof      | Rennrodelbahn Oberhof                   |
| 6.  | 23. Feb. 1986 | St. Moritz   | Olympia Bob Run St. Moritz–Celerina     |
| 7.  | 21. Feb. 1987 | Calgary      | Calgary’s WinSport Bobsleigh/Luge Track |
| 8.  | 7. Jan. 1990  | Oberhof      | Rennrodelbahn Oberhof                   |
| 9.  | 2. Dez. 1990  | Oberhof      | Rennrodelbahn Oberhof                   |
| 10. | 8. Dez. 1990  | Königssee    | Kunsteisbahn Königssee                  |

| Nr. | Datum         | Ort        | Bahn                               |
| --- | ------------- | ---------- | ---------------------------------- |
| 1.  | 23. Feb. 1986 | St. Moritz | Olympia Bobrun St. Moritz–Celerina |